# 服部長七
服部長七（はっとり ちょうしち、天保11年9月9日（1840年10月4日） - 1919年（大正8年）7月18日）は、三河国碧海郡棚尾村西山（現・愛知県碧南市西山町）出身の土木技術者。
既存の三和土（たたき）を改良し自ら編み出した人造石工法（長七たたき）により、治水・用水分野の土木工事において業績を挙げた。広島県宇品港の岸壁工事完成の功績などにより、緑綬褒章が授与されている。

## 経歴

### 左官修業と上京
天保11年9月9日（1840年10月4日）、三河国碧海郡棚尾村西山（現・愛知県碧南市西山町）に生まれた。父は左官職人の服部幸助、母はけうであり、長七は三男だった。16歳だった安政2年（1855年）に父が死去すると、翌年には碧海郡新川村（現・碧南市）に豆腐屋を開いたが、さらに翌年には伊勢国桑名（現・三重県桑名市）で左官修行を行い、18歳となった安政5年（1858年）に新川村に帰郷して左官業を始めた。
元治元年（1864年）には再び桑名城下に赴いて醸造業の道に入った。明治維新後の1871年（明治4年）には桑名に虎屋饅頭店を開き、翌年には新川村に帰郷して製酢業を始めたものの、さらに翌年には上京して日本橋に虎屋饅頭店（桑名の店と同名）を開いた。雨が降ると饅頭屋で用いる水道水が汚れることから、自ら小石川の水源地を視察して濾過設備を研究するようになった。

### 人造石工法の発明
1875年（明治8年）から1876年（明治9年）にかけ、宮内省発注の御学問所のたたき工事や泉水工事、時の権力者である大久保利通・木戸孝允・品川弥二郎らの屋敷のたたき工事などを手がけ大いに信用を得た。また1876年（明治9年）には人造石工法を編み出し、名古屋市の黒川開削時の樋門工事など、治水・灌漑工事で大きな成果を挙げている。また、この時期に岡崎の夫婦橋工事を行った際、工事完成間近に岩津天満宮に詣でた際、夢枕に立った仙人のお告げで無事の完成となったとの逸話もある。
1881年（明治14年）には人造石工法の海岸堤防工事への導入試行として、自ら愛知県碧海郡高浜町の服部新田開発を手がけて成功した。その後岡山県・佐賀県の新田開発築堤工事で成果を上げ、1884年（明治17年）からは広島県の宇品港の工事を請け負った。宇品港の工事は5年3ヶ月を要した難工事であったが無事完成に漕ぎつけた。後の日清戦争・日露戦争の際に広島が前線に近い重要拠点とされたのも、一つには長七により整備がなされた近代湾港としての宇品港があったことによる。
1887年（明治20年）、服部は瓦屋の角谷安兵衛、木綿問屋の岡本八右衛門、材木商の亀山竹四郎とともに土管製造の三陶組を設立した。三陶組の土管は鉄道局にも採用されて線路敷設に用いられている。1893年（明治26年）には四日市港の建設工事に着手し、1894年（明治27年）に潮吹き堤防が完成した。
1895年（明治28年）には台湾総督府に招聘されて基隆港改築工事の設計を行った。1897年（明治30年）、政府から緑綬褒章を授与された。1898年（明治31年）には服部組が熱田港（現・名古屋港）の築港工事に着手した。1901年（明治34年）には明治用水取入口堰堤工事が完成した。

### 晩年
コンクリート工法の普及など環境の変化もあったことから、1904年（明治37年）には服部長七が隠居して服部組が解散し、施工中だった名古屋築港などは愛知県が引き継いだ。服部長七は岡崎市の岩津天満宮の氏子として再興に努めており、1912年（明治45年）には岩津天満宮を間借りする形で隠居した。1919年（大正8年）7月18日、78歳で死去した。墓所は碧南市住吉町の精界寺。

### 顕彰

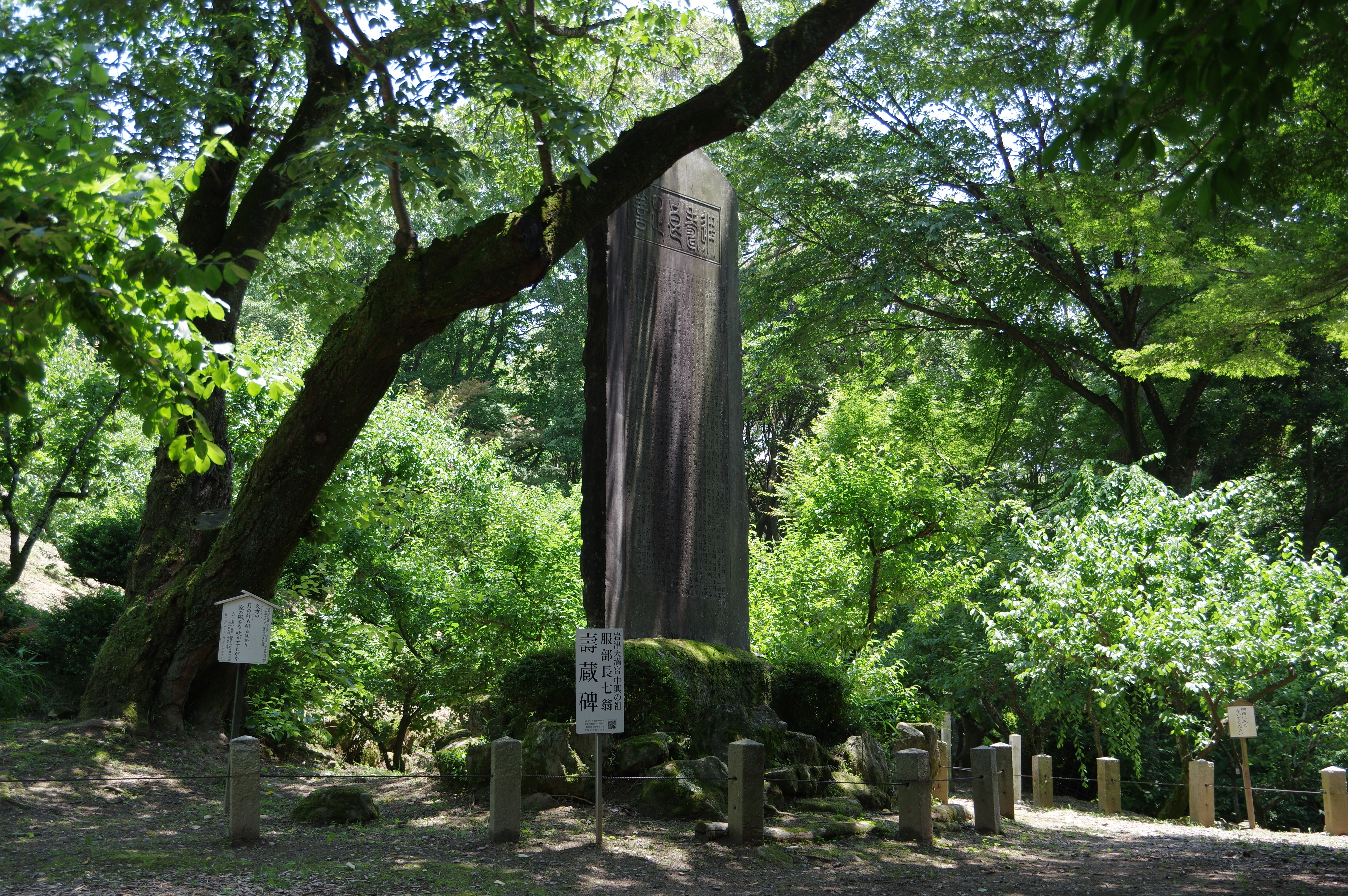
岩津天満宮の「遐寿碑」

死去前の1917年（大正6年）、岩津天満宮の梅苑に長七の功績を讃えた顕彰碑「服部長七翁遐寿碑」が建立された。。篆額は工学博士の渡辺渡、撰文と書は漢学者の織田完之。岩津天満宮では毎年7月18日、服部長七の功績を忍んで「長七忌・道具供養祭」が行われている。
1920年（大正9年）2月、墓所のある精界寺に、門人らによって石碑「服部長七翁之碑」が建立された。裏面の碑文を記したのは新川尋常高等小学校長の板倉松太郎である。
1955年（昭和30年）には碧南市史編纂会によって『碧南市史料 第8輯 服部長七伝』が刊行された。1996年（平成8年）、四日市港潮吹き防波堤を中心とした旧港湾施設が重要文化財に指定された。1999年（平成11年）、碧南市役所敷地北西隅に「長七たたきの小径」が設置された。
2010年（平成22年）には碧南市教育委員会によって『碧南出身の人物伝 服部長七物語』が刊行された。2010年（平成22年）9月、「服部長七翁之碑」が新川神社に移設された。2011年（平成23年）、碧南市西山町の御鍬社に、岩津天満宮と郷土史家の岡島良平によって石碑「服部長七生誕の地」が建立された。
2019年（令和元年）10月から11月にかけて、碧南市藤井達吉現代美術館で企画展「没後100年 服部長七と近代産業遺産」が開催された。2020年（令和2年）7月19日、中部産業遺産研究会の主催によってシンポジウム「服部長七と人造石工法 産業近代化の基礎づくりを担った土木技術」が開催された。

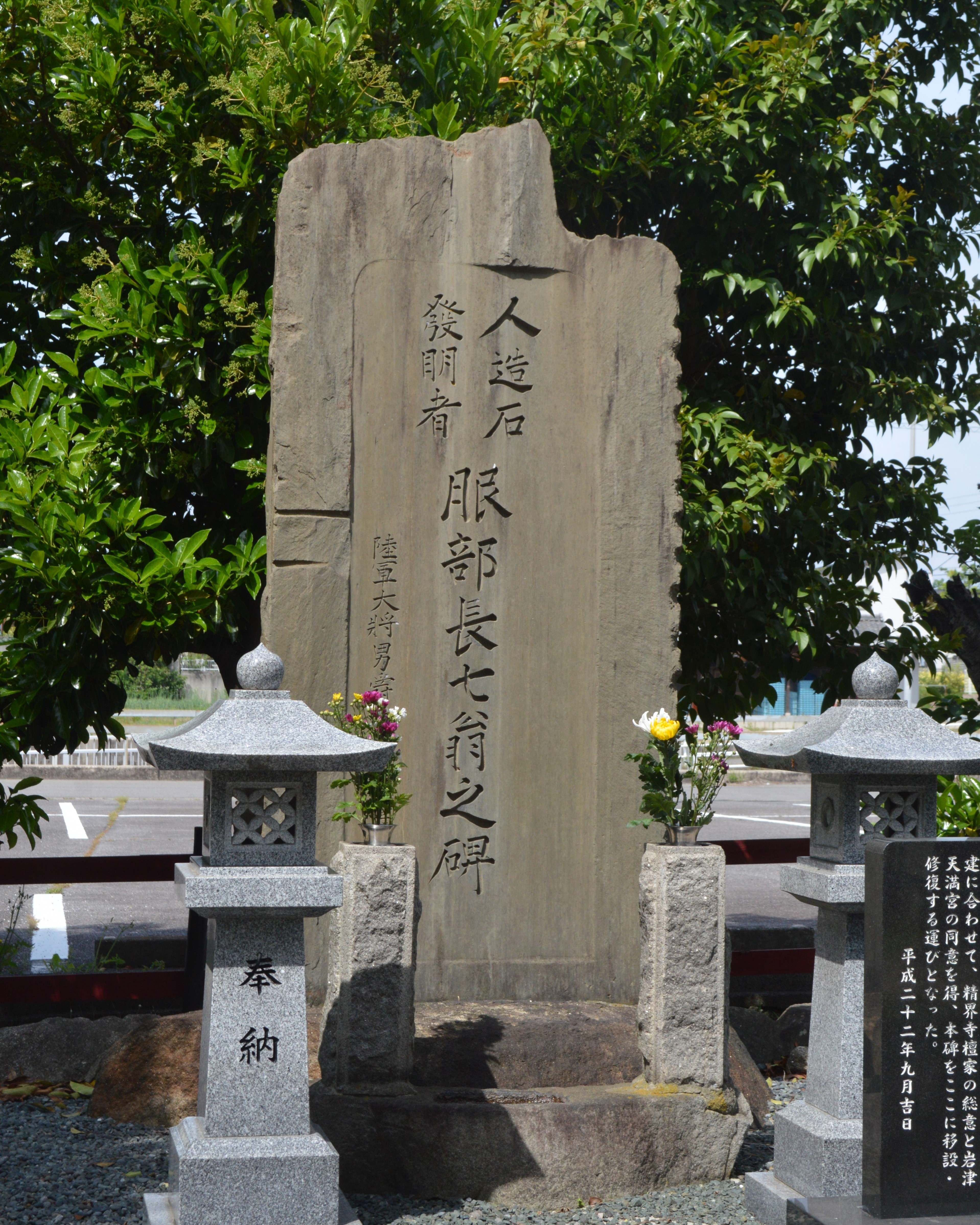
新川神社の「服部長七翁之碑」
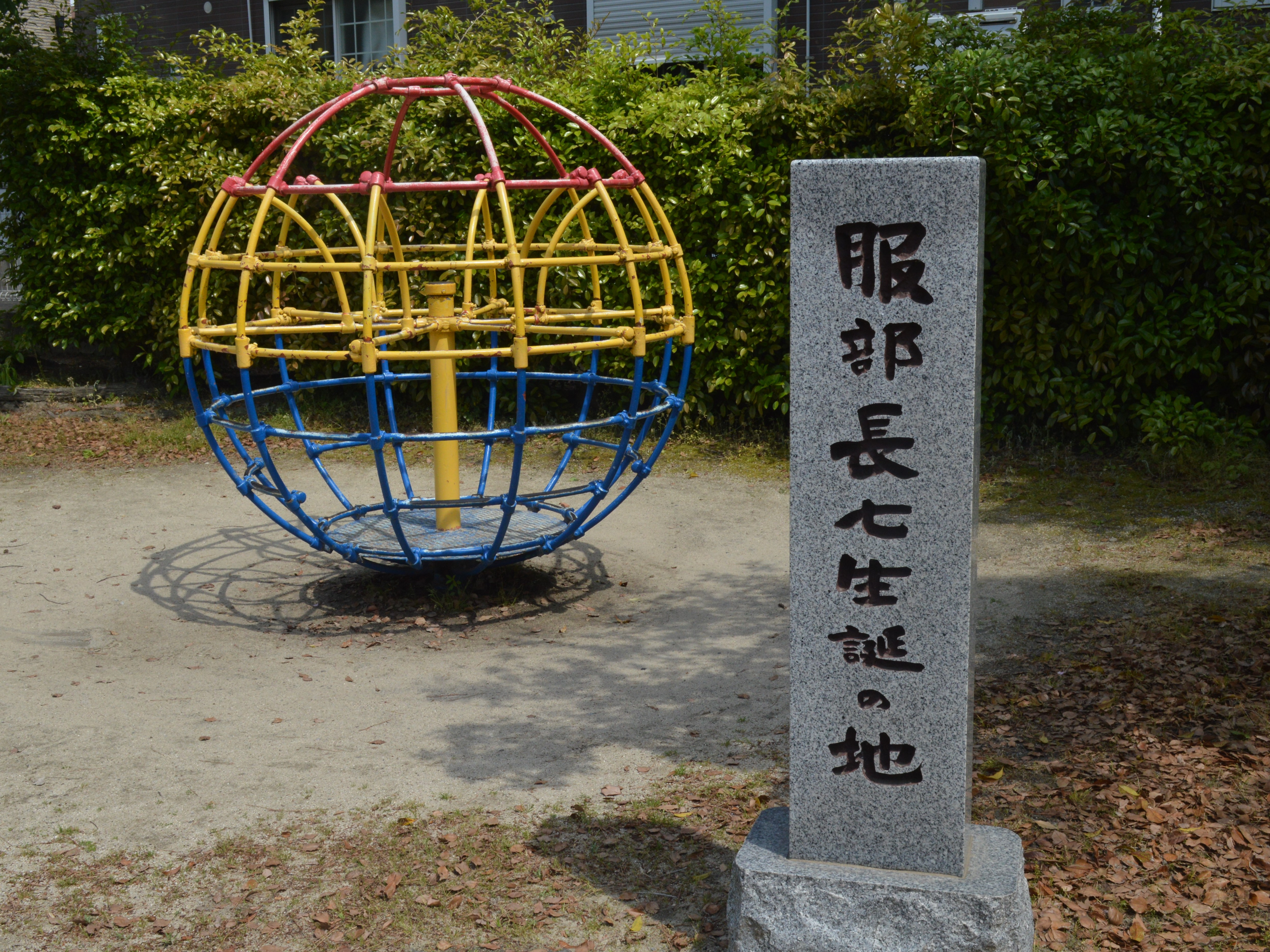
御鍬社の「服部長七生誕の地」

## 人物
長七は自らを「無学文盲」と称し、著書は残していない。しかし、工事の現場で自ら工夫し情熱を傾けることでリーダーシップを発揮するタイプの人物であったとされる。また、工事の進捗がはかばかしくない際には私財をなげうったとのエピソードも多く残されている。長七が1904年に事業から引退した理由の一つには、その義侠心から採算の合わない工事を少なからず引き受けたことにより服部組の経営が破綻状態であったことが挙げられている。